# Walter von Konow
Walter Emil Berndt von Konow, född 29 mars 1866 i Idensalmi, död 24 juli 1943, var en finländsk museiman.
von Konow verkade från 1896 som intendent för Åbo stads historiska museum. Han bearbetade flera delar i det stora verket Åbo stads historiska museum.